# آوغست بير
آوغست بير (بالألمانية: August Beer)‏: (يوليو 1825 - نوفمبر 1863): فيزيائي ورياضياتي ألماني.
ولد بير في ترير، حيث درس الرياضيات والعلوم الطبيعية. عمل بعدئذ لصالح يوليوس بلوكر (Julius Plücker) في مدينة بون حيث حصل على درجة الدكتوراه في عام 1848 وأصبح محاضرا في 1850. في عام 1854، نشر بير كتابه "Einleitung in die höhere Optik". (مقدمة في البصريات العليا)، ما وجده بير مع ما وجده جوهان لامبرت، كوّن قانون بير لامبرت. أصبح بير أستاذًا للرياضيات في بون عام 1855.